# Ernst Albrecht von Eberstein
Ernst Albrecht von Eberstein (Gehofen, 6 de junio de 1605 - Sangerhausen, 9 de junio de 1676) fue un comandante de ejército alemán, Mariscal de Campo sajón y caballero de la Orden del Elefante danesa. 

## Carrera
Eberstein era el hijo de Wolf Dietrich von Eberstein (1575-1627) y de Elisabeth von Lauterbach (1583-1664). Ya a una temprana edad, se unió al ejército de su tío quien luchaba para las Provincias Unidas. También estuvo presente en la batalla de la Montaña Blanca en 1620. Entre 1623 y 1648, luchó en la Guerra de los Treinta Años para varios ejércitos. Primero en el ejército de Tilly, después para Suecia, para el Landgrave Guillermo V de Hesse-Kassel, de nuevo para Suecia y finalmente para el Landgrave Jorge II de Hesse-Darmstadt. En marzo de 1648, fue promovido a Teniente Mariscal de Campo. 
Después de la guerra, se retiró a su finca en Gehofen, hasta 1657, cuando viajó a Dinamarca, para apoyar a ese país en la Segunda Guerra del Norte contra Suecia. En noviembre de 1659, conjuntamente con Hans Schack, ganó una victoria muy importante sobre los suecos en la batalla de Nyborg. Por esto, recibió la Orden del Elefante. 
El 1 de enero de 1666 se convirtió en Mariscal de Campo de las tropas sajonas, un puesto que mantuvo hasta su muerte en 1676.
Se casó con Ottilie Elisabeth von Ditfurth (1618-1675) y tuvo 8 hijos varones y 6 hijas. También fue miembro de la Sociedad Fructífera.